# Vittorio Possenti
Vittorio Possenti (Roma, 25 marzo 1938) è un filosofo e pubblicista italiano È stato professore ordinario di filosofia politica presso l'Università Cà Foscari di Venezia.

## Biografia
Dopo aver frequentato il Liceo Classico “Vittorio Alfieri” di Torino, si è laureato in elettronica, esercitando attività di ricerca nel campo delle microonde, e continuando a coltivare lo studio della filosofia, iniziato al liceo. Ha poi abbandonato quest’ambito per dedicarsi direttamente alla ricerca filosofica in un'epoca in cui se ne diagnosticava la fine. Dopo un periodo passato presso il Rettorato dell'Università cattolica di Milano per coordinare i centri di Ricerca dell’Ateneo, dal 1988 al 2000 è stato professore associato di Storia della Filosofia morale presso l'Università Ca’ Foscari di Venezia (Facoltà di Lettere e Filosofia), e dal 2000 al 2010 professore ordinario di Filosofia Politica. Ha fondato e presieduto a Ca’ Foscari il “Centro interdipartimentale di ricerca sui Diritti Umani” (Cirdu, 2003-).  Ha progettato presso l'Istituto di Studi Filosofici di Milano (1975-1981) numerosi seminari di approfondimento e convegni, e ha diretto dal 1979 al 1995 la collana "Scienze umane e filosofia" (Massimo, Milano). Ha fondato e diretto Seconda navigazione. Annuario di filosofia (1997-2011), collabora ad alcuni quotidiani. 
È membro fondatore dell’Institut International Jacques Maritain (1974-). È stato membro della Pontificia Accademia delle Scienze Sociali (2003-2018), della Pontificia Accademia di san Tommaso d’Aquino (2004-2018), del Comitato Nazionale di Bioetica (1999-2013).
Cofondatore e Presidente di Persona al Centro. Associazione per la Filosofia della persona (2020--)[1].
[1] Cfr. www.personalcentro.eu  

## Il pensiero
Vittorio Possenti è autore di 38 volumi, che trattano gli ambiti primari della ricerca filosofica, di circa 500 saggi e contributi, e di circa 800 articoli pubblicati su Avvenire, Il Corriere della Sera, Il Sole 24Ore, etc. Libri e saggi sono stati tradotti in 10 lingue (ulteriori informazioni sul sito www.vittoriopossenti.it).  
Si è occupato inizialmente del problema della pace[1], del rapporto tra filosofia e società[2]  e del pensiero italiano del ‘900 con studi su Felice Balbo, Norberto Bobbio, Augusto Del Noce, Giorgio La Pira, Franco Rodano[3].  
[1] Cfr. V. Possenti, Frontiere della pace, Massimo, Milano 1973, e Pace e guerra tra le nazioni. Kant, Maritain, Pacem in Terris, Studium, Roma 2014.
[2]  Cfr. V. Possenti, Filosofia e società, Studi sui progetti etico-politici contemporanei, Massimo, Milano 1983
[3] Cfr. V. Possenti, Cattolicesimo e modernità. Balbo, Del Noce, Rodano, Ares, Milano 1995; Felice Balbo e la filosofia dell’essere, Vita e Pensiero, Milano 1984; Profili del Novecento. Bobbio, Del Noce, La Pira, Lazzati, Maritain, Sturzo, Effatà, Cantalupa 2007.
Tre sono gli ambiti primari della ricerca di Possenti: metafisica, pensiero teoretico e ritorno al realismo; personalismo; filosofia politica. Studioso dell'Aquinate, del tomismo del XX secolo e della grande tradizione della filosofia dell'essere, ha orientato l'attenzione critica verso Nietzsche, Heidegger, Gentile, il neoparmenidismo italiano, ricercando una razionalità attenta alla storia ma non consegnata interamente alla furia del tempo: dunque il "ritorno all'eterno" invece che l'"eterno ritorno" (Nietzsche), e la ripresa del tema della creatio ex nihilo, assente in molta filosofia moderna.

### Metafisica e pensiero teoretico
L'approccio possentiano legge metafisica e nichilismo come due nuclei che tendono ad escludersi, di cui il primo è la fisiologia e il secondo la patologia. Individua pertanto nella destituzione dei valori e nella riduzione della ragione a volontà l'esito ultimo del nichilismo europeo. Questo ha voluto liberare l'Europa dalla metafisica, ritenuta distrutta dal criticismo, ma il compito della filosofia dell'essere è preparare una ripresa della metafisica dell'esistenza, tale che possa di nuovo tenere un posto nella storia della civiltà.
(Una presentazione ampia della filosofia di Possenti è in Storia della filosofia. Filosofi italiani contemporanei, a cura di D. Antiseri e S. Tagliagambe, vol. 14, Bompiani 2009, pp. 446-455 . si veda anche Nichilismo e filosofia dell'essere, intervista a V. Possenti, a c. di G. Mura, “Euntes docete”, n. 1, 2000, pp. 197-204.)
La riscoperta della metafisica esistenziale è un tentativo di mettere in luce la parzialità di non poche posizioni che hanno proclamato la fine della metafisica occidentale: Nietzsche, Gentile, Heidegger, Severino. Essi hanno operato per Possenti come reagente per la riconquista della metafisica e per la critica del nichilismo europeo, di cui egli offre una determinazione diversa da quelle di Nietzsche e di Heidegger (con applicazioni anche all'ambito del nichilismo giuridico).
Il rigetto del nichilismo e l'analisi dell'antirealismo, del logicismo, del dialettismo e del razionalismo che affliggono notevole parte del pensiero moderno, conducono l'autore a giudicare concluso e senza possibilità di ripresa il ciclo della metafisica moderna nel cammino da Cartesio a Gentile.
La base prima della filosofia dell'essere sta nell'asserto ‘l'ente è'. Questo il grande tema da cui occorre partire: dall'ente appunto e non dall'essere vuoto dei moderni. In tal modo crollano l'identità tra Logica e Metafisica della modernità razionalistica, l'idea di dialettica come generazione logico-apriorica del sapere, e l'idea di divenire come entrare-uscire dal nulla. Qui va operata un'adeguata semantizzazione dell'essere (dell'ente), rigettando l'errore primordiale di trattare la questione dell'essere come questione di essenza, il che presuppone la negazione della potenzialità. Ma se questa è presente, niente in senso proprio va in nulla ma si trasforma.
Possenti si volge verso un pensiero positivo, in cui la filosofia è capace di progresso. È andata così delineandosi la tesi che nello svolgimento della metafisica dai Greci a noi sia emersa, dopo la "seconda navigazione" platonica (vedi Fedone), proseguita e perfezionata da Aristotele, una "terza navigazione" che si esprime nella Seinsphilosophie che ha toccato un punto di apogeo in Tommaso d'Aquino e nei grandi tomisti del XX secolo (R. McInerny, “Some navigational hazards”, in libroFestschrift,  pp. 53-70.). In tale prospettiva è possibile tracciare un'essenziale "storia della metafisica" quale progressiva penetrazione della verità dell'essere, culminante nella metafisica dell'actus essendi. Si tratta di una metafisica transontica che, prendendo le mosse dall'ente, procede verso l'essere stesso (Esse ipsum per se subsistens), e che individua la ‘struttura originaria’ nella partecipazione dell'ente all'Essere (Le posizioni speculative di Possenti sono consegnate alla trilogia Nichilismo e Metafisica. Terza navigazione, Il realismo e la fine della filosofia moderna, e Ritorno all'essere. Addio alla metafisica moderna. Esse sono discusse da ca. 20 autori in AA. VV., La Navicella della metafisica. Dibattito sul nichilismo e la terza navigazione, Armando, Roma 2000 Cottier, Dummett, Berti, Riconda, e poi in Realismo Metafisica Modernità. “In margine al volume di Vittorio Possenti Il realismo e la fine della filosofia moderna”, a cura di C. Dalfino e R. Pozzo, CNR-Iliesi, Roma 2018 (digitale)). La possibilità di guadagni per sempre rigetta l'idea fallibilista (Popper et alli), secondo cui ogni sapere (riportato poi solo a quello delle scienze) riposa su palafitte perennemente rivedibili. 
La metafisica ha per oggetto non il concetto di essere, ma l'esistenza, e il filosofo deve sempre e nuovamente ribattezzarsi nelle sue acque, fuggendo l'oblio dell'essere e liberandosi dal sistema che intende racchiudere in sé la totalità. Un problema centrale di Possenti è la possibilità di una conoscenza filosofica autonoma, che non proceda solo sull'imbeccata che possano darle le scienze ed altre forme di conoscenza, nonostante la necessità del dialogo tra filosofia e scienze, in quanto non esiste un solo sapere. 
L'unità plurima o polivalente della ragione si applica anche al nesso tra filosofia e Rivelazione: nell'incontro tra compito della ragione e elezione del cristianesimo si individua un criterio di apertura e stimolo per la filosofia nella sua ricerca di senso. 

### Persona e Personalismo
Secondo Possenti il principio-persona è più fondamentale del principio-responsabilità (Jonas) e del principio-speranza (Bloch), e a fortiori delle filosofie dell'impersonale. Il concetto di persona si presta efficacemente in una serie di problemi in cui le nozioni di individuo, di soggetto, di coscienza risultano inadeguate;  la persona è originaria e primitiva, e raggiunge una profondità e permanenza che non hanno le altre categorie appena citate o l'uso che spesso ne è stato fatto (Si veda il dossier sul “Principio Persona” con contributi di G. Grandis, M. Ivaldo, A. Madricardo, M. Pera, V. Possenti in “Studium”, n. 1, 2008.). L'idea di persona è essenziale per maneggiare le grandi difficoltà insite nell'antropologia, in specie da quando in Occidente si è cercato di elaborare un'etica procedurale di norme senza base antropologica, che è il grande equivoco dei moderni e contemporanei.
Possenti fa parte del vasto movimento del personalismo, attivo in tutto il Novecento e che prosegue nel XXI secolo, volto alla riscoperta integra della persona. Compito del personalismo ontologico è di valorizzare ed integrare le filosofie del ‘personalismo incompiuto’ (Habermas, Rawls, Bobbio, L. Ferry, D. Parfit), allontanandosi da quelle dell'esplicito antipersonalismo, Nietzsche e Foucault in specie, ma pure Hegel, Heidegger, Severino nei quali forte è l'empito antipersonalistico. 
Le assise della persona vanno ricercate nell'ontologia, onde essa è una sostanzialità aperta alla relazione, ma non riducibile a sola relazione. La persona è un nucleo radicale di vita e realtà che non può essere dedotto da alcunché e che anzi fonda l'agire e lo sperare dell'essere umano Essa come totalità concreta è alla base di una filosofia che oggi deve fare i conti con la centralità del tema antropologico, con le problematiche bioetiche (ad es. concernenti lo statuto dell'embrione), e con le concezioni in cui il soggetto e la natura umana non sono intesi come un presupposto ma come un prodotto della prassi. 
Il personalismo quale insieme di scuole e correnti filosofiche che attribuiscono speciale valore e dignità alla persona, non è in senso proprio un'invenzione del ‘900, ma originariamente della Patristica, del Medioevo cristiano e dell'Umanesimo: qui sono state elaborate in certo modo per sempre le idee fondamentali sulla persona e dischiuso come nuovo guadagno il suo spazio di realtà. In ciò Possenti valorizza le intuizioni di Maritain e di Ricoeur. 
L'epoca dell'antropocentrismo moderno non è stata un'epoca di riscoperta della persona. Anzi secondo A. Solgenitsin “Un antropocentrismo sicuro di sé non può dare risposte a molte domande della vita ed è tanto più impotente, quanto più le domande sono profonde”. Se la controversia sulla persona si accende di nuovo in molti ambiti, è perché l'idea-realtà di persona attraversa un momento di eclissi e richiede nuovamente la fatica del concetto. Assolutamente primario è il nesso persona-tecnica, in cui la seconda è spesso animata da volontà di potenza, valendo come una potenza senza etica. La presenza nel Comitato Nazionale di Bioetica ha indotto l'autore ha dedicare attenzione ai temi bioetici, tra cui in specie la sfida delle biotecnologie, la rivoluzione biopolitica, l'influsso pervasivo del materialismo e del biologismo.
Il personalismo si declina poi in ambito sociale come concezione egualitaria e comunitaria (personalismo comunitario) quale fondamento di un ordine politico nuovo, proiettato verso la cosmopoli, la pace e il rispetto dei diritti umani. 

### Rilancio della filosofia politica
Entro un dialogo critico con le tradizioni del neoliberalismo e del neoilluminismo, Possenti ha operato per mostrare il contenuto di nozioni centrali del politico come quelle di ragion pratica, bene comune, popolo, democrazia, legge naturale, diritti dell'uomo, laicità, ai fini di una rinnovata filosofia pubblica in pari col suo oggetto. Uno specifico rilievo è stato assegnato al problema teologico-politico secondo due direttrici: la ripresa postmoderna di un ruolo pubblico per le grandi religioni; l'idea che la loro deprivatizzazione anche in Occidente può contribuire ad un positivo rapporto fra religione e politica, nella prospettiva di una nuova 'piazza pubblica' non agnostica ma attenta alla matrice teologica della società civile (Estado, Democracia y Cuestión Religiosa, Ediciones Universidad San Damaso, Madrid 2019.).
Con la filosofia politica si opera il passaggio dal ‘piccolo mondo’ dell'io al ‘grande mondo’ della società, verso la società aperta della famiglia umana. Sulla scia di diagnosi attive dagli anni ‘50 del Novecento (H. Arendt, J. Maritain, L. Strauss, Y. Simon, E. Voegelin) Possenti ritiene che la filosofia politica vada riportata al suo compito primario di pensare la ‘buona società’, lottando contro la crisi concettuale che procede all'ingrosso da Weber e dall'attacco al diritto naturale. In particolare è stata condotta una critica radicale a Kelsen, alla sua concezione relativistica dei valori e della democrazia, al suo intento di dissolvere l'idea di ragion pratica, tolta la quale l'ambito della prassi precipita nell'irrazionalismo e tutto è affidato al volere  (Cfr. il dossier Cristianesimo e liberalismo nell'epoca postmarxista, “Humanitas”, n. 6, 1992, con interventi di G. Campanini, V. Zanone, R. Esposito, M. Ivaldo. Esso raccoglie parte del dibattito sollevato dal volume Le società liberali al bivio, che vide interventi di P. Ostellino, P. Savona, C, Vigna, R. Cubeddu, E. Berti, L. Pellicani, U. Scarpelli.). Contro Kelsen (e Rorty) si sostiene l'importanza della filosofia e dell'antropologia per la democrazia, sulla base dell'idea che la costruzione del cosmo umano è compito della ragion pratica. Insufficiente risulta una sfera pubblica moralmente neutrale, consegnata al binomio ‘diritto positivo e morale procedurale’. 
La rinascita della filosofia politica avviene riprendendo competenza sui suoi problemi, tra cui massimo è quello della pace: la pace necessaria che non c'è e la guerra inammissibile che c'è. Occorre disarmare la ragione armata: ciò suggerisce che vada cercata un'organizzazione politica del mondo oltre la sovranità degli Stati-nazione verso un'autorità politica mondiale o ‘cosmopolitica’, di cui l'ONU è lontana immagine.

## Premi e riconoscimenti
- “Premio Internazionale Salvatore Valitutti” per il libro  Il nichilismo teoretico e la 'morte della metafisica' (1996);
- “Premio Capri san Michele” per il libro Religione e vita civile (2002).

## Opere

### Volumi
- Frontiere della pace, Presentazione di M.D. Chenu, Massimo, Milano 1973.
- Filosofia e società. Studi sui progetti etico-politici contemporanei, Massimo, Milano 1983.
- Giorgio La Pira e il pensiero di san Tommaso, Studia Universitatis sancti Thomae in Urbe, Roma 1983; 2ª ed. rivista e aumentata con il titolo La Pira tra storia e profezia. Con Tommaso maestro, Marietti, Genova-Milano 2004.
- La buona società. Sulla ricostruzione della filosofia politica, Vita e Pensiero, Milano 1983 (traduzione portoghese IDL, Lisboa 1986).
- Una filosofia per la transizione. Metafisica, persona e politica in J. Maritain, Massimo, Milano 1984.
- Felice Balbo e la filosofia dell'essere, Vita e Pensiero, Milano 1984.
- Tra secolarizzazione e nuova cristianità, EDB, Bologna 1986.
- Le società liberali al bivio. Lineamenti di filosofia della società, Marietti, Genova 1992, 2ª ed. (traduzione spagnola, Eiunsa, Barcellona 1997, trad. polacca, Lublin 2012).
- Oltre l'Illuminismo. Il messaggio sociale cristiano, Edizioni Paoline, Roma 1992 (trad. polacca, Cracovia 2000).
- Razionalismo critico e metafisica. Quale realismo?, Morcelliana, Brescia 1996 (2ª ed. ampliata).
- Dio e il male, Sei, Torino 1995 (trad. spagnola, Rialp, Madrid 1997, trad. romena, Galaxia Gutemberg 2009).
- Cattolicesimo e modernità. Balbo, Del Noce, Rodano, Ares, Milano 1995.
- Approssimazioni all'essere. Scritti di metafisica e di morale, Il Poligrafo, Padova 1995.
- Il nichilismo teoretico e la "morte della metafisica", Armando, Roma 1995 (.remio internazionale "Salvatore Valitutti", 1996; trad. polacca, Lublin 1998).
- Terza navigazione. Nichilismo e metafisica, Armando, Roma 1998. Nuova ed. ampliata, Armando 2004 (trad. polacca parziale, PTTA, Lublin 2006, trad. inglese, SUNY, USA 2014).
- Filosofia e Rivelazione, Città Nuova, Roma 2000, 2ª ed. (trad. inglese, Aldershot 2001, spagnola Rialp 2002, polacca Wam 2004).
- La filosofia dopo il nichilismo, Rubbettino, Soveria 2001 (trad. polacca, Lublin 2003, rumena, Cluj 2006).
- Religione e vita civile. Il cristianesimo nel postmoderno, Armando, 2ª ed., Roma 2002 (Premio Capri san Michele 2002, trad. polacca 2005).
- L'azione umana. Morale, politica e Stato in Jacques Maritain, Città Nuova, Roma 2003.
- Essere e libertà, Rubbettino, Soveria 2004.
- Radici dell'ordine civile, Marietti, Milano-Genova 2006.
- Il principio-persona, Armando, Roma 2006.
- Profili del Novecento. Bobbio, Del Noce, La Pira, Lazzati, Maritain, Sturzo, Effatà, Cantalupa 2007.
- Le ragioni della laicità, Rubbettino, Soveria 2007.
- L'uomo postmoderno. Tecnica, religione e politica, Marietti, Milano 2009.
- Dentro il secolo breve. Paolo VI, Maritain, La Pira, Giovanni Paolo II, Mounier, Rubbettino, Soveria 2009.
- Nichilismo giuridico. L'ultima parola?, Rubbettino, Soveria 2012.
- Il nuovo principio persona, Armando 2013, (edizione rinnovata ed ampliata del volume al n. 22; trad. portoghese, Ed. Loyola 2016, trad. polacca, Lublin 2016).
- La rivoluzione biopolitica. La fatale alleanza tra materialismo e tecnica, Lindau, Torino 2013, (trad. spagnola, Rialp, Madrid 2016).
- Pace e guerra tra le nazioni. Kant, Maritain, Pacem in terris, Studium, Roma 2014.
- I volti dell'amore, Marietti, Milano-Genova 2015.
- Il realismo e la fine della filosofia moderna, Armando, Roma 2016.
- Diritti umani. L'età delle pretese, Rubbettino, Soveria 2017, (trad. romena, Bucarest 2018).
- Ritorno all'essere. Addio alla metafisica moderna, Armando, Roma 2019, (trad. polacca, Lublin 2020).
- Estado, Democracia y Cuestión Religiosa, Ediciones Universidad San Damaso, Madrid 2019.
- Una nuova Partenza. Teologia Politica e Filosofia della storia, Armando, Roma 2022; II ed. rivista ed ampliata 2024, (trad. polacca in corso).
- Incontrare l'esistenza. J. Maritain e la metafisica, Studium, Roma 2023.
- Grandezza della metafisica. Opere teoretiche scelte, Mimesis, Milano 2025, 2 volumi.

### Curatele e saggi in miscellanea
- Maritain e Marx. La critica del marxismo in Maritain, Massimo, Milano 1978, pp. 204; 2ª ed. ampliata 1979. (Trad. spagnola Cedial, Bogotà 1980).
- Epistemologia e scienze umane, Massimo, Milano 1979.
- Storia e cristianesimo in Jacques Maritain, Massimo, Milano 1979.
- Contemplazione evangelica e storia, antologia di testi di J. e R. Maritain, Gribaudi, Torino 1981.
- Jacques Maritain oggi, Vita e Pensiero, Milano 1983.
- Jacques Maritain e la filosofia dell'essere, Il Cardo, Venezia 1996.
- La filosofia come vocazione. Annuario filosofico 1997, Mondadori, Milano 1997.
- La tecnica, la vita, i dilemmi dell'azione. Annuario filosofico 1998, Mondadori, Milano 1998.
- Bene, male, libertà. Annuario di filosofia 1999, Mondadori, Milano 1999.
- Nichilismo Relativismo Verità. Un dibattito, Rubbettino, Soveria 2001.
- Laici o laicisti? Dibattito su religione e democrazia, liberallibri, Firenze 2002.
- Il monoteismo. Annuario di filosofia 2002, MOndadori, Milano 2002.
- La questione della verità. Filosofia, scienze, teologia, Armando, Roma 2003.
- Ragione e verità. L'alleanza socratico-mosaica, Armando, Roma 2005.
- Nostalgia dell'altro. La spiritualità di Giorgio La Pira, Marietti, Milano 2005.
- Pace e guerra tra le nazioni, Guerini e associati, Milano 2006.
- Natura umana, evoluzione, etica, Guerini, Milano 2007.
- Governance globale e diritti dell'uomo, (insieme a M. Nordio), Diabasis, Reggio Emilia 2007.
- Ritorno della religione? Tra ragione, fede e società, Guerini, Milano 2009.
- Diritti Umani e libertà Religiosa, Rubbettino, 2010.
- Il futuro della democrazia, Mimesis, Milano 2011.
- Metafisica, persona, cristianesimo. Scritti in onore di Vittorio Possenti, Armando, 2011.
- Perché essere realisti? Una sfida filosofica, (insieme a A. Lavazza), Mimesis, Milano-Udine 2013.
- Persona. Centralità e prospettive, (insieme a C. Ciancio, G. Goisis, F. Totaro), Mimesis, MIlano 2022.